# Георгиевка (Чистоозёрный район)
Георгиевка — деревня в Чистоозёрном районе Новосибирской области. Входит в состав Ишимского сельсовета.

## Население
| 2002 | 2007 | 2010 |
| ---- | ---- | ---- |
| 46   | ↘0   | →0   |

## Инфраструктура
В деревне по данным на 2007 год отсутствует социальная инфраструктура.